# Sofivka (Jórlivka)
Karlo-Marksove (en ucraniano: Карло-Марксове; en ruso: Карло-Марксово, romanizado: Karlo-Marksovo) o Sofivka (en ucraniano: Софіївка) es un asentamiento urbano ucraniano perteneciente al óblast de Donetsk. Situado en el sureste del país, hasta 2020 era parte del área municipal de Yenákiyeve, pero actualmente es parte del raión de Jórlivka y del municipio (hromada) de Yenákiyeve. Sin embargo, según el sistema administrativo ruso que ocupa y controla la región, Karlo-Marksove es el parte del área municipal de Yenákiyeve.
El asentamiento se encuentra ocupado por Rusia desde la guerra del Dombás, siendo administrada como parte de la de facto República Popular de Donetsk.

## Geografía
Sofivka se encuentra 8 km al noroeste de Yenákiyeve, 14 km al sureste de Jórlivka y 42 km al norte de Donetsk.

## Historia
El asentamiento fue fundado en 1783 y recibió el nombre de Sofivka. La primera mina de carbón se abrió en el pueblo en 1858.
Durante la Segunda Guerra Mundial, Sofivka estuvo ocupada por tropas de la Wehrmacht desde noviembre de 1941 hasta septiembre de 1943. Karlo-Marxowe es un asentamiento de tipo urbano desde 1940. Hasta 1924 el lugar se llamó Sofivski Rudnik, hasta 1965 se llamó Imeni Karla Marxa y desde entonces fue renombrada como Karlo-Marksove. 
Desde el verano de 2014, en medio de la guerra del Dombás, Sofivka está controlada y ocupada por la autoproclamada República Popular de Donetsk. En mayo de 2016, la ciudad pasó a llamarse Sofivka de acuerdo con el proceso de descomunización de Ucrania.

## Demografía
La evolución de la población de Sofivka entre 1923 y 2022 fue la siguiente:
| 2952                                                          | 4520 | 9895 | 12 082 | 14 829 | 14 961 | 13 902 | 11 329 | 9637 | 9547 |
| (Fuente: Cities & Towns of Ukraine y UKRAINE: Größere Städte) |      |      |        |        |        |        |        |      |      |

Según el censo de 2001, la lengua materna de la mayoría de los habitantes, el 84,92%, es el ruso; del 14,76% es el ucraniano.

## Infraestructura

### Transporte
La carretera nacional M04/E50 pasa por la localidad.